# 世界推理・科学名作全集
世界推理・科学名作全集（せかいすいり・かがくめいさくぜんしゅう）は、偕成社より1962年から1964年にかけて刊行された推理小説・SF小説の叢書。全20巻。箱入りハードカバー。B6判。
監修は江戸川乱歩、木々高太郎、畑中武夫。
21巻から24巻は1964年から1966年の新装版で追加された。

## 一覧
1. 星からの怪人（ポレシチューク）袋一平訳
2. 宇宙船220日（220 Dnei Na Zvezdolete、マルチノフ）野田開作訳
3. 名探偵ホームズ 四つの署名（The Sign of Four、ドイル）久米元一訳
4. 名探偵ホームズ まだらの紐（The Adventure of the Speckled Band、ドイル）武田武彦訳
5. 名探偵ホームズ 恐怖の谷（The Valley of Fear、ドイル）柴田錬三郎訳
6. 名探偵ホームズ パスカビルの犬（The Hound of the Baskervilles、ドイル）千代有三訳
7. 宇宙戦争（The War of the Worlds、ウェルズ）白木茂訳
8. 両棲人間一号（英語版、ロシア語版）（Человек-амфибия、ベリャーエフ）北野純訳
9. クロイドン発12時30分（The 12.30 from Croydon、クロフツ）青木光二訳
10. 黄色い部屋の謎（Le Mystère de la Chambre Jaune、ルルー）水谷準訳
11. ABCの恐怖（The ABC Murders、クリスティー）船山馨訳
12. 怪盗ルパン ハートの7（Le Sept de cœur、ルブラン）小林達夫訳
13. 怪盗ルパン 怪人対巨人（Arsène Lupin contre Herlock Sholmès、ルブラン）寒川光太郎訳
14. 怪盗ルパン 水晶の栓（Le Bouchon de cristal、ルブラン）朝島靖之助訳
15. 怪盗ルパン 奇巌城（L'Aiguille creuse、ルブラン）寒川光太郎訳
16. 地球最後の日（The Poison Belt、ドイル）野田開作訳
17. 彗星飛行（Hector Servadac、ヴェルヌ）久米穣訳
18. 黒猫・黄金虫（The Black Cat / The Gold-Bug、ポオ）青山光二訳
19. 鍵のない家（The House Without a Key、ビガース）久米穣訳
20. 赤い館の秘密（The Red House Mystery、ミルン）榛葉英治訳
21. 踊る人形の謎（The Crooked Hinge、カー）野田開作訳
22. 黒衣の花嫁（The Bride Wore Black 、ウールリッチ）武田武彦訳
23. 呪われた家の秘密（The Greene Murder Case、バン・ダイン）榎林哲訳
24. 闇からの声 (A Voice from the Dark、フィルポッツ）船山馨訳